# アムトサウルス
アムトサウルス（Amtosaurus）は白亜紀後期、現在のモンゴルに生息していた鳥盤類恐竜の属の一つである。
モンゴルの白亜系上部バヤンシリースヴィタ累層（セノマン階-サントン階から発見された化石に基づき1978年、S. M.Kurzanov、およびS. M.Tumanovaにより記載された。最初は曲竜類のものと考えられたもののハドロサウルス科との類似性示されていた。しかし、Parish およびBarrettは化石は非常に断片的であり 不定の鳥盤類のという以上に詳細には分類できないとした。この属に属するとされた第2の種A. archibaldiはその後、正当な曲竜類の属ビッセクティペルタ（Bissektipelta）とされている。

## 参照
1. ↑  Kurzanov, S. M., & Tumanova, T. A. 1978. [On the structure on the endocranium in some ankylosaurs from Mongolia]. Paleontol. Zh. 1978:90-96.
2. 1 2  Parish, Jolyon; and Barrett, Paul (2004). “A reappraisal of the ornithischian dinosaur Amtosaurus magnus Kurzanov and Tumanova 1978, with comments on the status of A. archibaldi Averianov 2002”. Canadian Journal of Earth Sciences 41 (3):  299–306. doi:10.1139/e03-101.